# Filmographie de Pluto
Voici la liste des films dans lesquels Pluto est apparu depuis 1930 :

## Années 1930

### 1930
- La Symphonie enchaînée (The Chain Gang) de Burt Gillett. Dans la série Mickey Mouse. Avec Mickey Mouse, Clarabelle Cow et Pat Hibulaire. Première apparition d'un chien anonyme qui deviendra Pluto.
- Le Pique-nique (The Picnic) de Burt Gillett. Avec Mickey et Minnie. Pluto devient le chien de compagnie de Minnie sous le nom de Rover.

### 1931
- La Chasse à l'élan (The Moose Hunt) de Burt Gillett. Dans la série Mickey Mouse. Avec Mickey. Pluto acquiert son nom définitif.
- The Delivery Boy de Burt Gillett. Dans la série Mickey Mouse. Avec Mickey et Minnie.
- Mickey est de sortie (Mickey Steps Out) de Burt Gillett. Dans la série Mickey Mouse. Avec Mickey et Minnie.
- Rythme en bleu (Blue Rhythm) de Burt Gillett. Dans la série Mickey Mouse. Avec Mickey, Minnie, Clarabelle et Horace.
- Fishin' Around de Burt Gillett. Dans la série Mickey Mouse. Avec Mickey.
- Diffusion Maison (The Barnyard Broadcast) de Burt Gillett. Dans la série Mickey Mouse. Avec Mickey et Minnie.
- The Beach Party de Burt Gillett. Dans la série Mickey Mouse. Avec Mickey, Minnie, Clarabelle et Horace.
- Mickey jardinier (Mickey Cuts Up) de Burt Gillett. Dans la série Mickey Mouse. Avec Mickey et Minnie.
- Les Orphelins de Mickey (Mickey's Orphans) de Burt Gillett. Dans la série Mickey Mouse. Avec Mickey et Minnie.

### 1932
- La Chasse au canard (The Duck Hunt) de Burt Gillett. Dans la série Mickey Mouse. Avec Mickey.
- L'Épicier (The Grocery Boy) de Wilfred Jackson. Dans la série Mickey Mouse. Avec Mickey et Minnie.
- Chien enragé (The Mad Dog) de Burt Gillett. Dans la série Mickey Mouse. Avec Mickey et Pat Hibulaire.
- Olympiques rustiques (Barnyard Olympics) de Wilfred Jackson. Dans la série Mickey Mouse. Avec Mickey, Minnie et Pat Hibulaire.
- Mickey au théâtre (Mickey's Revue) de Wilfred Jackson. Avec Mickey et Minnie. Première apparition de Dingo (Goofy).
- Rien qu'un chien (Just Dogs) de Burt Gillett. Dans la série Silly Symphonies. Premier rôle « vedette » de Pluto.
- Le Cauchemar de Mickey (Mickey's Nightmare) de Burt Gillett. Dans la série Mickey Mouse. Avec Mickey et Minnie.
- Trader Mickey de David Hand. Dans la série Mickey Mouse. Avec Mickey.
- Mickey marque un essai (Touchdown Mickey) de Wilfred Jackson. Dans la série Mickey Mouse. Avec Mickey, Minnie et Pat Hibulaire.
- Mickey et le Canari (The Wayward Canary) de Burt Gillett. Dans la série Mickey Mouse. Avec Mickey et Minnie.
- Mickey au Grand Nord (The Klondike Kid) de Wilfred Jackson. Dans la série Mickey Mouse. Avec Mickey, Minnie et Pat Hibulaire.
- Parade des nommés aux Oscars 1932 (Parade of the Award Nominees) de Joe Grant. Parade où l'on peut voir Mickey et Minnie mais surtout les caricatures de Fredric March, Marie Dressler et d'autres. Ce court-métrage était destiné au banquet des Oscars 1932. C'est surtout le premier court-métrage de Mickey en couleurs. Mickey y porte sa mythique culotte... mais verte et non rouge.
- Mickey père Noël (Mickey's Good Deed) de Wilfred Jackson. Dans la série Mickey Mouse. Avec Mickey et Pat Hibulaire.

### 1933
- Bâtissons (Building a Building). Dans la série Mickey Mouse. Avec Mickey, Minnie et Pat Hibulaire.
- The Mad Doctor. Dans la série Mickey Mouse. Avec Mickey.
- Mickey et son ami Pluto (Mickey's Pal Pluto). Dans la série Mickey Mouse. Avec Mickey et Minnie.
- Mickey's Gala Premier. Dans la série Mickey Mouse. Avec Mickey, Minnie, Clarabelle et Horace. Caricatures des stars de l'époque.
- Le Premier Amour (Puppy Love). Dans la série Mickey Mouse. Avec Mickey, Minnie et Fifi le pékinois.

### 1934
- Pluto jongleur (Playful Pluto). Dans la série Mickey Mouse. Avec Mickey.
- Mickey papa (Mickey Plays Papa). Dans la série Mickey Mouse. Avec Mickey.

### 1935
- Le Kangourou de Mickey (Mickey's Kangaroo). Dans la série Mickey Mouse. Avec Mickey.
- Le Jardin de Mickey (Mickey's Garden). Dans la série Mickey Mouse. Avec Mickey.
- Le Jour du jugement de Pluto (Pluto's Judgement Day). Dans la série Mickey Mouse. Avec Mickey.
- Mickey patine (On Ice). Dans la série Mickey Mouse. Avec Mickey, Minnie, Dingo, Donald, Clarabelle et Horace.

### 1936
- L'Équipe de Polo (Mickey's Polo Team). Dans la série Mickey Mouse. Mickey, Dingo, Donald et le Grand Méchant Loup y affrontent des stars de l'époque: Stan Laurel, Oliver Hardy, Harpo Marx, Charlie Chaplin, etc.
- Grand Opéra (Mickey's Grand Opera). Dans la série Mickey Mouse. Avec Mickey, Dingo, Horace, Clarabelle, Clara Cluck et Donald.
- Les Alpinistes (Alpine Climbers). Dans la série Mickey Mouse. Avec Mickey et Donald.
- Donald et Pluto (Donald and Pluto). Avec Donald. Bien que faisant partie de la série Mickey Mouse, Mickey n'apparaît pas. C'est la première fois que Donald est considéré comme le maître de Pluto.
- L'Éléphant de Mickey (Mickey's Elephant). Dans la série Mickey Mouse. Avec Mickey.
- Papa Pluto (Mother Pluto). Dans la série Silly Symphonies.

### 1937
- Le mouton devient loup (The Worm Turns). Dans la série Mickey Mouse. Avec Mickey et Pat Hibulaire.
- Vacances à Hawaï (Hawaiian Holiday). Dans la série Mickey Mouse. Avec Mickey, Dingo, Minnie et Donald.
- Les Quintuplés de Pluto (Pluto's Quin-puplets). Premier film de la série Pluto. Avec Fifi.

### 1938
- Le Perroquet de Mickey (Mickey's Parrot). Dans la série Mickey Mouse. Avec Mickey.

### 1939
- Mickey à l'exposition canine (Society Dog Show). Dans la série Mickey Mouse. Avec Mickey et Fifi.
- La Surprise-partie de Mickey (Mickey's Surprise Party). Court-métrage assez peu connu. Il fut produit par la National Biscuit Company et peut être considéré par conséquent comme un film publicitaire. C'est d'ailleurs un film à la gloire de ladite compagnie.
- Pique-nique sur la plage (Beach Picnic). Dans la série Donald Duck. Avec Donald.
- Chien d'arrêt (The Pointer). Dans la série Mickey Mouse. Avec Mickey.

## Années 1940

### 1940
- La Blanchisserie de Donald (Donald's Dog Laundry). Dans la série Donald Duck. Avec Donald.
- Pluto a des envies (Bone Trouble). Dans la série Pluto. Avec Butch le bouledogue.
- Donald a des ennuis (Put-Put Troubles). Dans la série Donald Duck. Avec Donald.
- Le Rêve de Pluto (Pluto's Dream House). Dans la série Mickey Mouse. Avec Mickey.
- Nettoyeurs de carreaux (Window Cleaners). Dans la série Donald Duck. Avec Donald.
- Le Voyage de Mickey (M.. Mouse Takes a Trip). Dans la série Mickey Mouse. Avec Mickey et Pat Hibulaire.
- Pluto resquilleur (Pantry Pirate). Dans la série Pluto.

### 1941
- Le Camarade de Pluto (Pluto's Playmate). Dans la série Pluto.
- Pluto majordome (A Gentleman's Gentleman). Dans la série Mickey Mouse. Avec Mickey.
- Mickey et Pluto golfeurs (Canine Caddy). Dans la série Mickey Mouse. Avec Mickey.
- Tends la patte (Lend a Paw) Dans la série Mickey Mouse. Avec Mickey.

### 1942
- All Together. Court-métrage de propagande destiné au public canadien. Avec Mickey, Dingo, Donald, Riri, Fifi et Loulou, Clarabelle, Horace, les 3 petits cochons, Figaro, Pinocchio, Geppetto et les 7 nains.
- Pluto Junior (idem.). Dans la série Pluto. Seule apparition du fils de Pluto.
- La Mascotte de l'armée (The Army Mascot). Dans la série Pluto.
- Pluto somnambule (The Sleepwalker). Dans la série Pluto. Avec Dinah le teckel.
- Un os pour deux (T-Bone For Two) . Dans la série Pluto. Avec Butch.
- Pluto au zoo (Pluto at the Zoo). Dans la série Pluto.

### 1943
- Pluto et l'Armadillo (Pluto and the Armadillo). Dans la série Mickey Mouse. Avec Mickey.
- Pluto soldat (Private Pluto). Dans la série Pluto. Première apparition de Tic et Tac.
- Vive le pogostick (Victory Vehicles). Dans la série Dingo.

### 1944
- Le Printemps de Pluto (Springtime for Pluto). Dans la série Pluto.
- Premiers Secours (First Aiders). Dans la série Pluto. Avec Minnie et Figaro.

### 1945
- Pluto est de garde (Dog Watch). Dans la série Pluto.
- Donald et le Fakir (The Eyes Have It). Dans la série Donald Duck. Avec Donald.
- Casanova canin (Canine Casanova). Dans la série Pluto. Avec Dinah et Butch.
- La Légende du rocher coyote (The Legend of Coyote Rock). Dans la série Pluto.
- Patrouille canine (Canine Patrol). Dans la série Pluto.

### 1946
- Le Petit Frère de Pluto (Pluto's Kid Brother). Dans la série Pluto. Avec Butch. Seule apparition du jeune frère de Pluto prénommé K.B.[1]
- Pluto au pays des tulipes (In Dutch). Dans la série Pluto. Avec Dinah.
- Les Locataires de Mickey (Squatter's Rights). Dans la série Mickey Mouse. Avec Mickey, Tic et Tac.
- Pluto détective (The Purloined Pup). Dans la série Pluto. Avec Butch et Ronnie le chiot.
- A Feather in His Collar. Court-métrage publicitaire.

### 1947
- Ça chauffe chez Pluto (Pluto's Housewarming). Dans la série Pluto. Avec Butch.
- Pluto, chien de secours (Rescue Dog). Dans la série Pluto.
- Rendez-vous retardé (Mickey's Delayed Date). Dans la série Mickey Mouse. Avec Mickey et Minnie.
- Pluto postier (Mail Dog). Dans la série Pluto.
- Pluto chanteur de charme (Pluto's Blue Note). Dans la série Pluto. Avec Fifi.

### 1948
- Mickey, Pluto et l'Autruche (Mickey Down Under). Dans la série Mickey Mouse. Avec Mickey.
- Pluto bandit (Bone Bandit). Dans la série Pluto.
- Pluto fait des achats (Pluto's Purchase). Dans la série Mickey Mouse. Avec Mickey et Butch.
- Pluto et Figaro (Cat Nap Pluto). Dans la série Pluto. Avec Figaro.
- Le Protégé de Pluto (Pluto's Fledgling). Dans la série Pluto.
- Mickey et le Phoque (Mickey and the Seal). Dans la série Mickey Mouse. Avec Mickey.

### 1949
- Mickey et Pluto au Mexique (Pueblo Pluto). Dans la série Mickey Mouse. Avec Mickey et Ronnie.
- Pluto et la Tortue (Pluto's Surprise Package). Dans la série Pluto.
- Le Pull-over de Pluto (Pluto's Sweater). Dans la série Pluto. Avec Minnie, Figaro et Butch.
- Pluto et le Bourdon (Bubble Bee). Dans la série Pluto.
- Pluto, chien de berger (Sheep Dog). Dans la série Pluto.

## Années 1950

### 1950
- Les Amours de Pluto (Pluto's Heart Throb). Dans la série Pluto. Avec Dinah et Butch.
- Pluto et le Rat des champs (Pluto and the Gopher). Dans la série Pluto. Avec Minnie.
- Pluto acrobate (Wonder Dog). Dans la série Pluto. Avec Dinah et Butch.
- Pluto et son instinct (Primitive Pluto). Dans la série Pluto.
- Pluto n'aime pas les chats (Puss Cafe). Dans la série Pluto. Première apparition du chat Milton
- Pluto et les Coyotes (Pests of the West). Dans la série Pluto.
- Pluto joue à la main chaude (Food for Feudin'). Avec Tic et Tac.
- Pluto, chien de garde (Camp Dog). Dans la série Pluto.

### 1951
- Pluto et la Cigogne (Cold Storage). Dans la série Pluto.
- Plutopia (idem.). Dans la série Mickey Mouse. Avec Mickey et Milton. Jeu de mots entre « Pluto » et « Utopie ».
- Pluto et le Raton laveur (R'coom Dawg). Dans la série Mickey Mouse. Avec Mickey.
- Le Chat, le Chien et la Dinde (Cold Turkey). Dans la série Pluto. Avec Milton.

### 1952
- La Fête de Pluto (Pluto's Party). Dans la série Mickey Mouse. Avec Mickey et les orphelins.
- L'Arbre de Noël de Pluto (Pluto's Christmas Tree). Dans la série Mickey Mouse. Avec Mickey, Tic et Tac. Apparitions de Minnie, Donald et Dingo.

### 1953
- Mickey à la plage (The Simple Things). Dans la série Mickey Mouse. Avec Mickey.

## Années 1980

### 1982
- Buyer Be Wise (court métrage)

### 1987
- Totally Minnie. Moyen-métrage d'animation pour la télévision.

### 1988
- Qui veut la peau de Roger Rabbit (Who Framed Roger Rabbit). Apparitions au milieu des autres personnages Disney.

## Années 1990

### 1990
- Le Prince et le Pauvre (The Prince and the Pauper). Moyen-métrage d'animation.

### 1995
- Mickey perd la tête (Runaway Brain). Mickey retrouve sa culotte rouge à boutons jaunes après 50 ans passés sans. Il l'a, en réalité, très peu portée en couleurs, à l'écran.

### 1996
- Couacs en vrac (Quack Pack). Série télévisée diffusée de 1996 à 1997.

### 1999
- Mickey, il était une fois Noël (Mickey's Once Upon a Christmas). Long-métrage d'animation composé de trois courts.
- Mickey Mania (Mickey Mouse Works). Série télévisée diffusée de 1999 à 2000, présentant des courts métrages inédits.

## Années 2000

### 2001
- Mickey, la magie de Noël (Mickey's Magical Christmas : Snowed In At The House Of Mouse). Compilation de courts métrages parmi lesquels Le Noël de Mickey (1983), L'Arbre de Noël de Pluto (1952), etc.
- Disney's tous en boîte (Disney's House of Mouse). Série télévisée diffusée de 2001 à 2004.

### 2002
- Mickey, le club des méchants (Mickey's House of Villains). Compilation de courts métrages parmi lesquels Les Revenants solitaires (1937), Donald et le Gorille (1944), Donald et la Sorcière (1952) et des extraits de la série Mickey Mania (1999-2000).

### 2004
- Mickey, Donald, Dingo : Les Trois Mousquetaires (Mickey, Donald, Goofy : The Three Musketeers). Long-métrage d'animation.
- Mickey, il était deux fois Noël (Mickey's Twice Upon a Christmas). Long-métrage d'animation en images de synthèse composé de cinq courts.

### 2006
- La Maison de Mickey (Mickey Mouse Clubhouse). Série télévisée de 2006 à 2013.

### 2011
- La Boutique de Minnie (Minnie's Bow-Toons). Série télévisée de 2011 à 2016.

### 2013
- Mickey Mouse. Série télévisée de 2013 à 2019.

### 2017
- Mickey et ses amis : Top Départ ! (Mickey Mouse Mixed-Up Adventures) Série télévisée diffusée de 2017 à 2021.
- Les Histoires Toc-Toc de Tic & Tac (Chip ‘N’ Dale : Nutty Tales)  Série télévisée de 2017 à 2019.

### 2020
- Le Monde Merveilleux de Mickey (The Wonderful World of Mickey Mouse) Série télévisée diffusée à partir de 2020.

### 2021
- Les Aventures au Parc de Tic et Tac (Chip'N'Dale: Park Life). série télévisée
- La Maison magique de Mickey (Mickey Mouse Funhouse). Série de 2021 à aujourd'hui.
- Mickey et la Légende des Deux Sorcières (en) (Mickey's Tale of Two Witches). Téléfilm d'animation.